# Budleigh Salterton
Budleigh Salterton – miasto w południowo-zachodniej Anglii (Wielka Brytania), w hrabstwie Devon, w dystrykcie East Devon, położone nad kanałem La Manche, nad ujściem rzeki Otter, około 10 km na wschód od Exmouth. W 2011 roku liczyło 5185 mieszkańców. Popularna miejscowość wypoczynku letniego, miejsce urodzenia Waltera Raleigha.

## Turystyka
Miasto znajduje się na zachodnim krańcu Wybrzeża Jurajskiego, na trasie szlaku turystycznego South West Coast Path. Jedna z nielicznych na południowo-zachodnim wybrzeżu publicznych plaż naturystycznych i jedyna w hrabstwie Devon o oficjalnie potwierdzonym statusie.

## Miasto partnerskie
- Brewster, Massachusetts